# Agence nationale d'appui et de développement de l'entrepreneuriat
L'Agence nationale d'appui et de développement de l'entrepreneuriat (Anade), anciennement Agence nationale de soutien à l'emploi des jeunes (ANSEJ, avant novembre 2020) est un organisme algérien chargé de la gestion d'un fonds de crédit pour la création d'entreprises. Elle participe au service public de l'emploi.

## Le service public de l'emploi en Algérie
En application des textes de l'Organisation internationale du travail (OIT), un Service public de l'emploi est instauré en Algérie par le décret no 62-99 du 29 novembre 1962. Il est confié à l’Office national de la main-d’œuvre (ONAMO). Le dispositif sera ensuite remanié ou complété par des textes réglementaires ou législatifs à plusieurs reprises, notamment en 1963 (instauration d’un monopole sur les flux migratoires), 1971 (organisation de l'ONAMO).
En 1990, un changement de dénomination de l'ONAMO est décidé et l'Agence nationale de l'emploi (ANEM) voit le jour. D'autres établissements viennent participer au service public de l'emploi, la Caisse nationale d’assurance-chômage (CNAC) en 1994. En 1996, l'appui aux jeunes voulant créer leur entreprise est confié à l'ANSEJ.

## Missions
L'Anade est chargée de la mise en œuvre d'un dispositif de soutien à la création d'activité pour les personnes âgées de moins de 40 ans. Elle gère un fonds de crédit, accordant des prêts à taux d'intérêt nul (prêts à taux 0), complémentaires de prêts bancaires. Des commissions composées de représentants des banques et des institutions accordent les prêts après examen des dossiers des promoteurs.
Un fonds de garantie bancaire complète les instruments de financements. Les conseillers de l'Anade assurent un suivi promoteurs ayant obtenu un prêt.

## Organisation
En 2006, l'Anade disposait de 53 antennes et employait 750 agents. Le siège de la direction générale est basé à Alger.
En novembre 2020, un décret change le nom de l'Ansej, désormais intitulée « Agence nationale d'appui et de développement de l'entrepreneuriat » ou « Anade ».

## Activités
Selon Tayeb Louh, ministre algérien du travail, de l'emploi et de la sécurité sociale, le nombre d'emplois créés avec le soutien de l'ANSEJ et de la CNAC est passé de75 936 emplois directs en 2010 à 128 357 emplois en 2011. 61 111 ont été créées cette dernière année, contre 30 106 l’année précédente. D'après le ministre, l'ANSEJ a pu, aux côtés de 16 agences d'emploi privées, placer 212 000 jeunes dans le secteur économique en 2011.
L'activité de l'ANSEJ est diversement appréciée. Certains estiment qu'il s'agit plus d'un outil pour acheter la paix sociale que d’un instrument économique valable. Ainsi, Hafid Aourag, directeur général de la recherche scientifique et du développement technologique au ministère de l’enseignement supérieur, plaide pour une orientation des aides publiques vers les projets innovants : « Tous les prêts accordés par l'Ansej ne servent à rien, ne rapportent rien, ils sont seulement utilisés pour les services et il n’y a pas de création de savoir-faire technologique. »

## Direction générale
- Mourad Zemali (2014-2019)
- Samira Djaider (2019 - 23 août 2020)[7]
- Mohamed Chérif Bououd (23 août 2020 - 23 février 2021)[7],[8]
- Mohamed Cherif Bouziane depuis le 23 février 2021[8]